# Welter-Meunier P80
La Welter-Meunier P80 (o WM P80) è un'automobile da competizione realizzata dalla Welter-Meunier nel 1981 e corrispondente alla normativa tecnica FIA GTP è stata progettata per competere nella 
24 Ore di Le Mans, prendendovi parte nel
1980 e 1981. 
Alla prima partecipazione alla Le Mans, con alla guida Guy Frequelin e Roger Dorchy, arrivò 4° assoluta e 2° nella categoria GTP (Gran Turismo Prototype). L'anno successivo con il trio Morin/Mendez/Mathiot si piazzò 13° assoluta e 4° nella classe GTP.